# Velocipedidae
Velocipedidae Bergroth, 1891, è una piccola famiglia di insetti appartenente all'ordine dei Rincoti Eterotteri, superfamiglia Cimicoidea.

## Descrizione
I Velocipedidae sono morfologicamente affini ai Nabidae; hanno corpo di medie dimensioni, lungo 1-1,5 cm e di profilo ovoidale. Il capo è allungato, con occhi ben sviluppati e antenne inserite davanti ad essi e ai lati del capo e intermedia del capo. bucculae ben sviluppate e rostro di quattro segmenti, di cui il primo molto breve e il terzo particolarmente lungo.
Il torace mostra un pronoto esteso e di forma trapezoidale, nettamente più largo del capo. ali anteriori differenziate in emielitre con corio piuttosto espanso e terminante in un abbozzo di cuneo. La membrana presenta tre cellule basali, da cui partono numerose vene semplici o biforcate. Le zampe sono sottili e allungate, di tipo cursorio, con femori e tibie piuttosto lunghe.
L'addome presenta espansioni laterali dei tergiti (laterotergiti) in entrambi i sessi e degli sterniti solo nei maschi. Organi genitali maschili simmetrici.

## Habitat e diffusione
Non si hanno informazioni relative alla biologia di questi eterotteri. Gran parte delle conoscenze deriva dalle descrizioni relative ad esemplari catturati, presumibilmente di giorno, e conservati nelle collezioni.
Sono rappresentati solo nelle regioni tropicali dell'Asia, dal nordest dell'India alla Nuova Guinea (Regione orientale), diffondendosi a nord fino alla Cina meridionale e all'isola di Taiwan.